# Sylvania, New South Wales
Sylvania este o suburbie în Sydney, Australia.